# Parafairmairia bipartita
Parafairmairia bipartita är en insektsart som först beskrevs av Victor Antoine Signoret 1874.  Parafairmairia bipartita ingår i släktet Parafairmairia och familjen skålsköldlöss. Inga underarter finns listade i Catalogue of Life.